# Lo Manthang
Lo Manthang är en medeltida muromgärdad stad och byutvecklingskommitté i distriktet Mustang i zonen Dhawalagiri i norra Nepal. Vid 2011 års folkräkning bodde här 569 invånare i 172 hushåll.
På den Tibetanska högplatån, norr om Himalaya, var Lo Manthang huvudstad i det forntida kungariket Mustang, som överlevde som kungariket Lo (eller Övre Mustang, de norra två tredjedelarna av distriktet Mustang i modern tid). Lo Manthang grundades 1380 av Ame Pal, som överblickade byggandet av stadsmuren och många av de ännu kvarvarande byggnaderna i början av 1400-talet. Monarkin upphörde officiellt att existera den 7 oktober 2008 efter ett beslut av Nepals regering. Kungadömets sista kung (raja eller gyelpo) var Jigme Dorje Palbar Bista (född 1933), direkt nedstigande ättling till den första monarken 25 generationer bakåt, som tillrädde år 1380. Befolkningen inkluderar också invånare av folkgruppen Lhoba.
Nyligen upptäcktes en samling med åtminstone tolv grottor norr om Annapurna och nära byn, dekorerade med forntida buddhistsiska målningar på kala klippor på 4 300 meters höjd. Målningarna visar på influenser från Newarifolket och har daterats till 1200-talet. De har även tibetanska texter i bläck, silver och guld samt uråldriga lerskärvor. Upptäckare fann stupor, dekorativ konst och målningar med olika former av Buddha, ofta med lärjungar, anhängare och följeslagare, med en del muralmålningar med subtropiska theman med palmer, böljande indiska textilier och fåglar.

## Turism

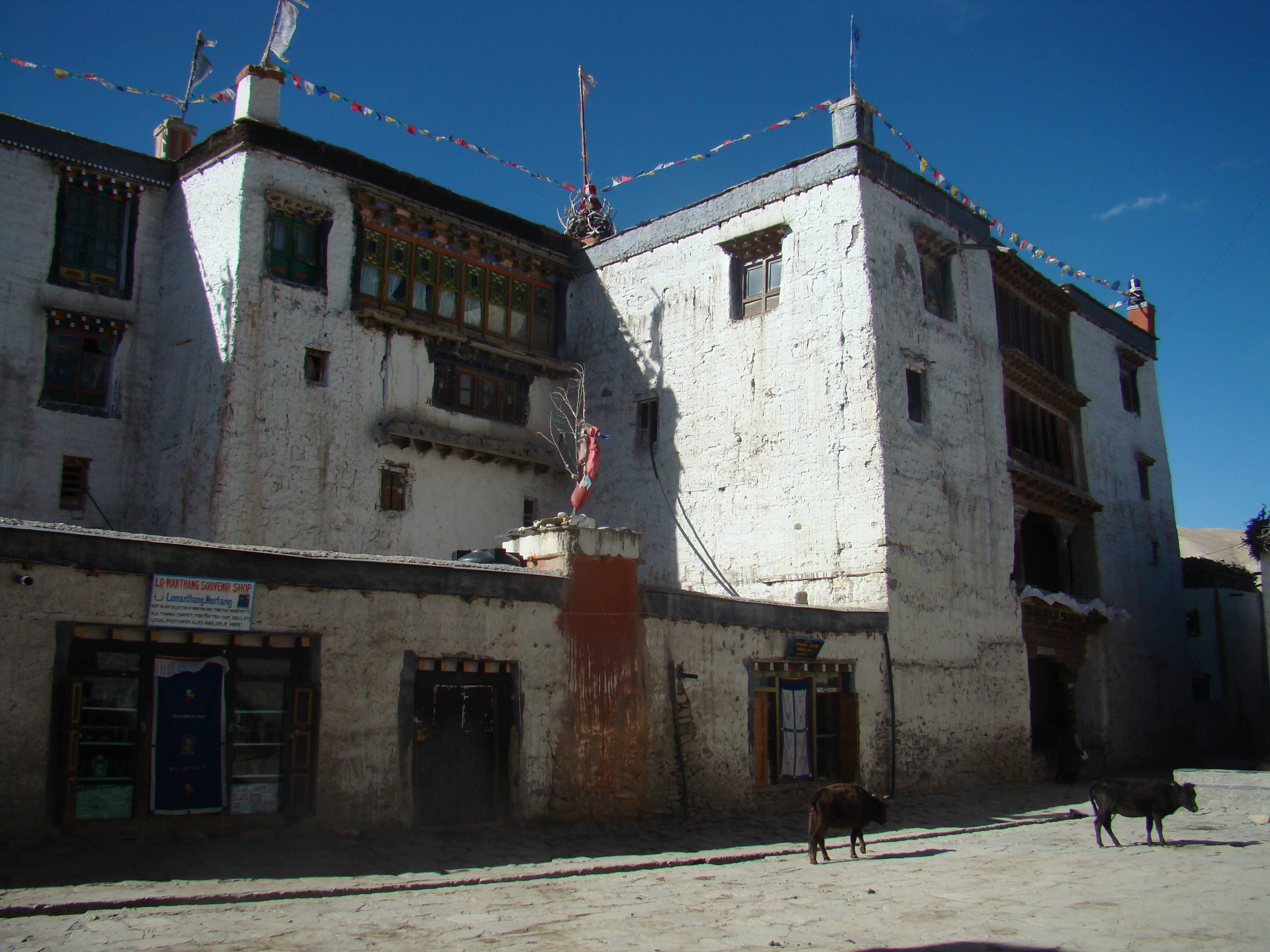
Kungliga palatset i Lo Manthang.

Byn är känd för sina höga vitputsade stadsmurar, sina gompa och Rajans palats, en fem våningar hög byggnad med nio hörn, som byggdes kring år 1400. Det finns fyra större tempel: Jampa Lhakhang ellar Jampa Gompa, det äldsta, byggt i början av 1400-talet och även känt som "Gudahuset"; Thubchen Gompa, en enorm, röd samlingssal och gompa byggd i slutet av 1400-talet och belägen alldelse sydväst om Jampa Gompa; Chodey Gompa, idag stadens huvudgompa; och Choprang Gompa, som är allmänt känd som "Nya Gompa".
Även om utländska besökare har varit tillåtna i kungariket sedan 1992 är turismen i Övre Mustang fortfarande begränsad, med strax över 2 000 utländska besökare 2008.
Nepals immigrationsdepartement kräver att utländska besökare ska skaffa ett speciellt tillstånd, samt en liaison (guide) för att skydda lokala traditioner och naturmiljön från påverkan utifrån.

## Världsarvsstatus
Den 30 januari 2008 sattes Lo Manthan upp på Nepals tentativa världsarvslista.

Lo Manthang
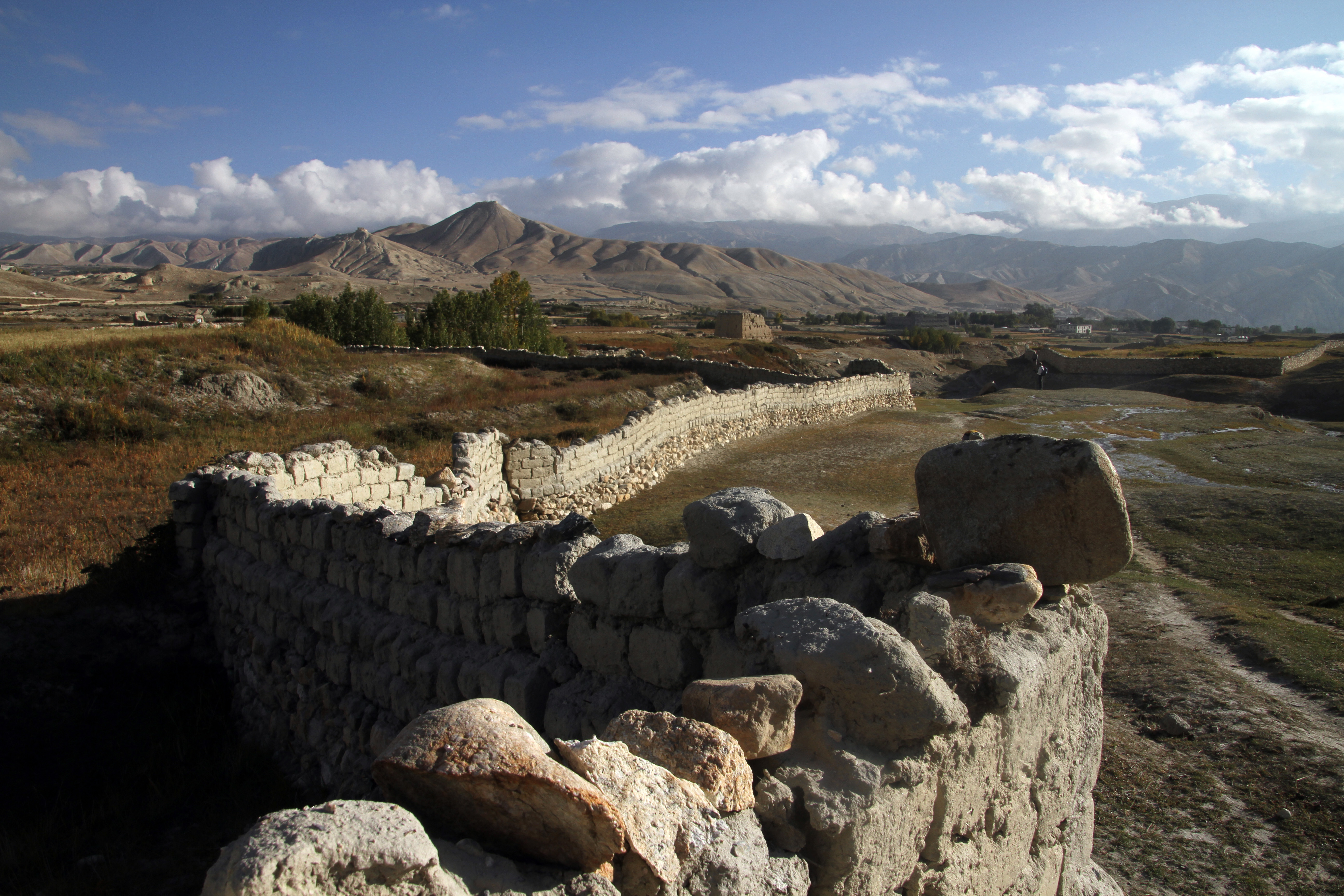
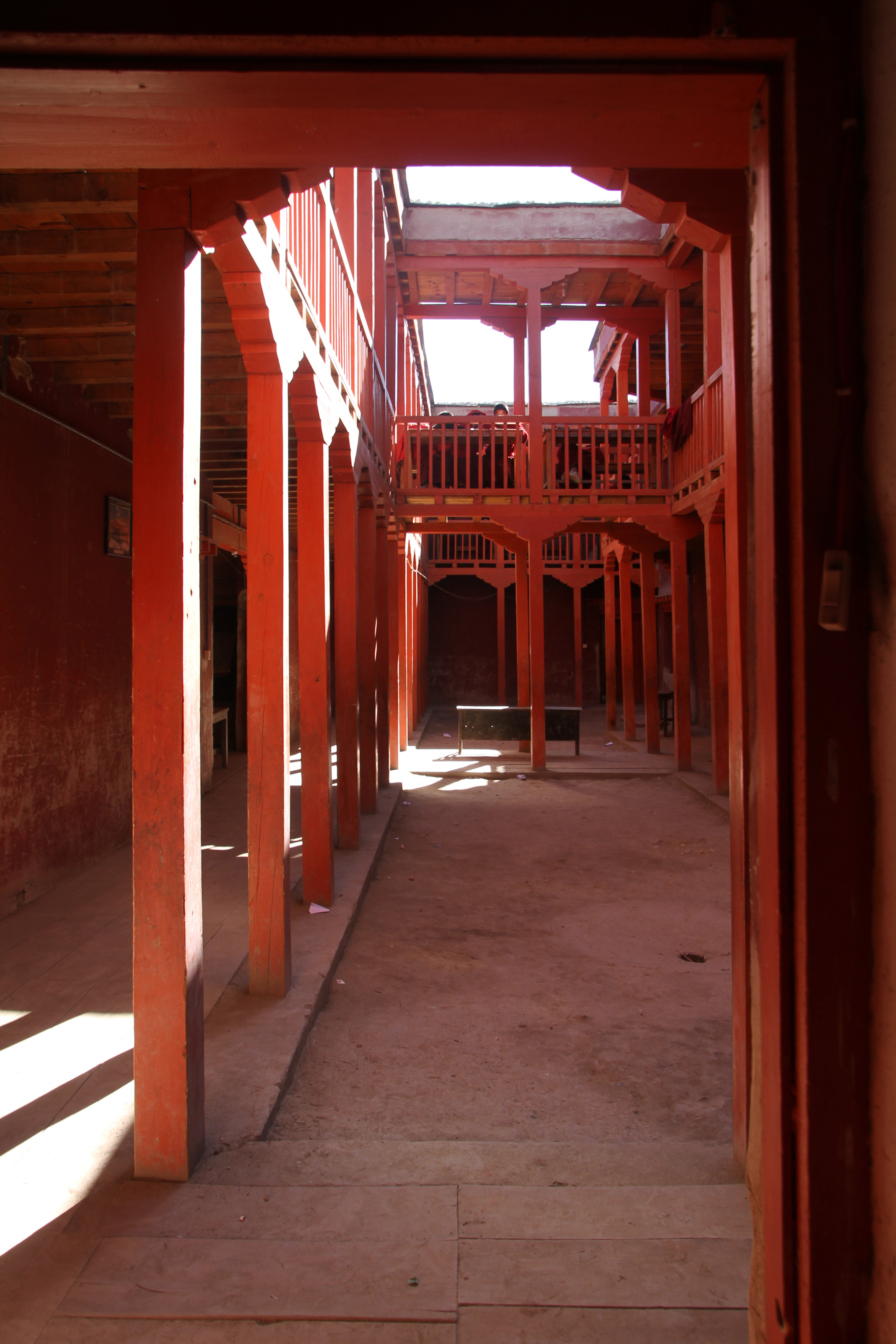
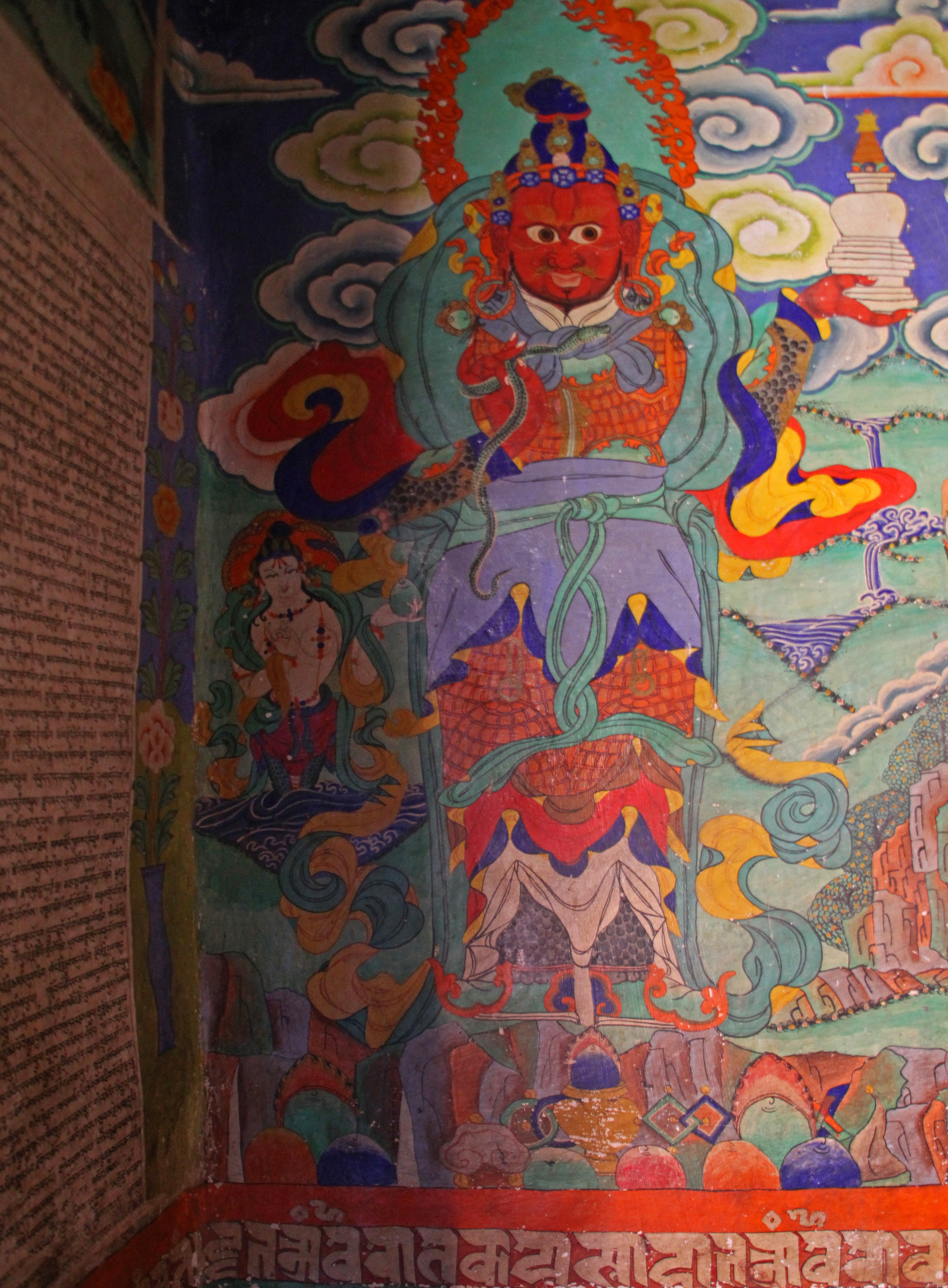
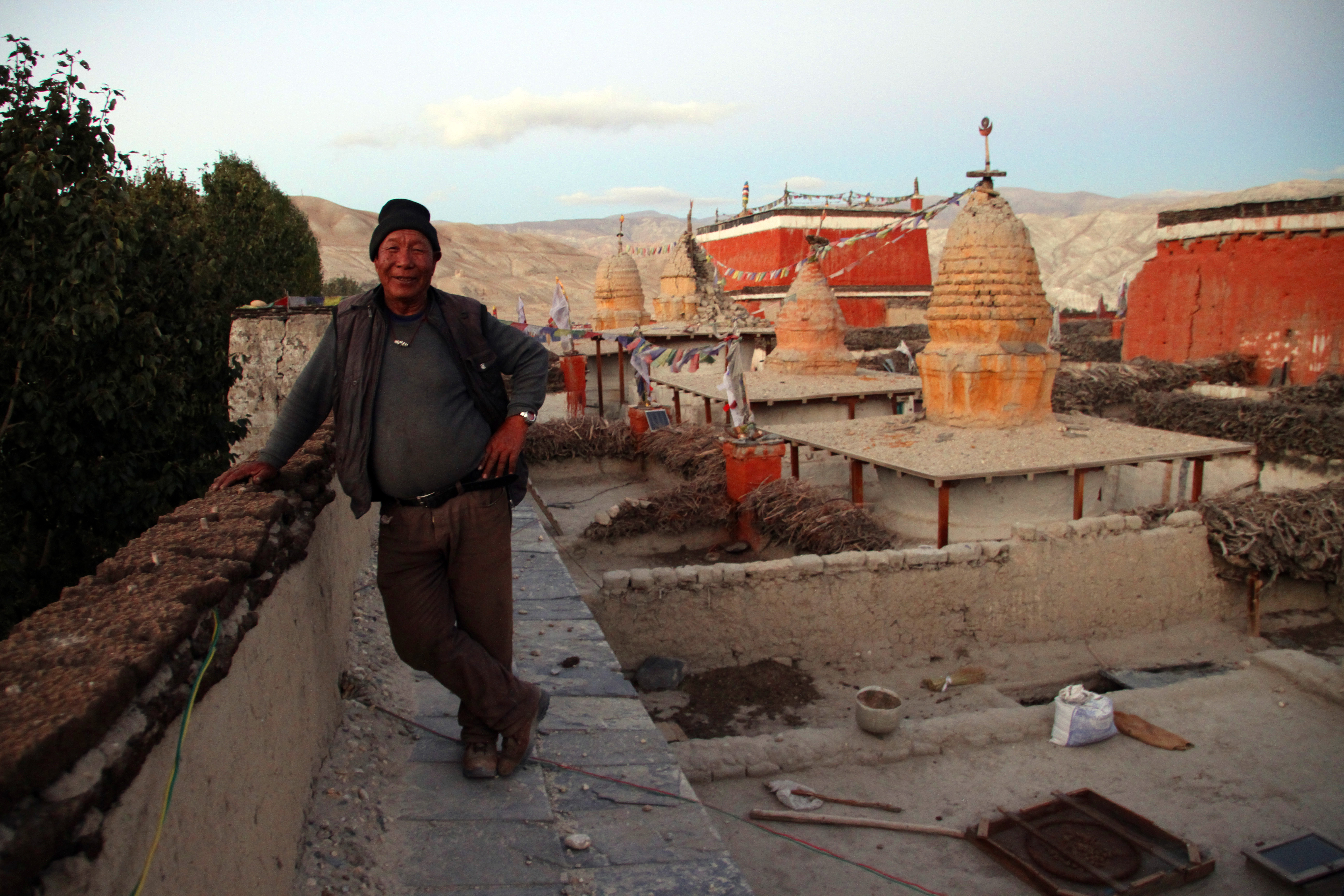
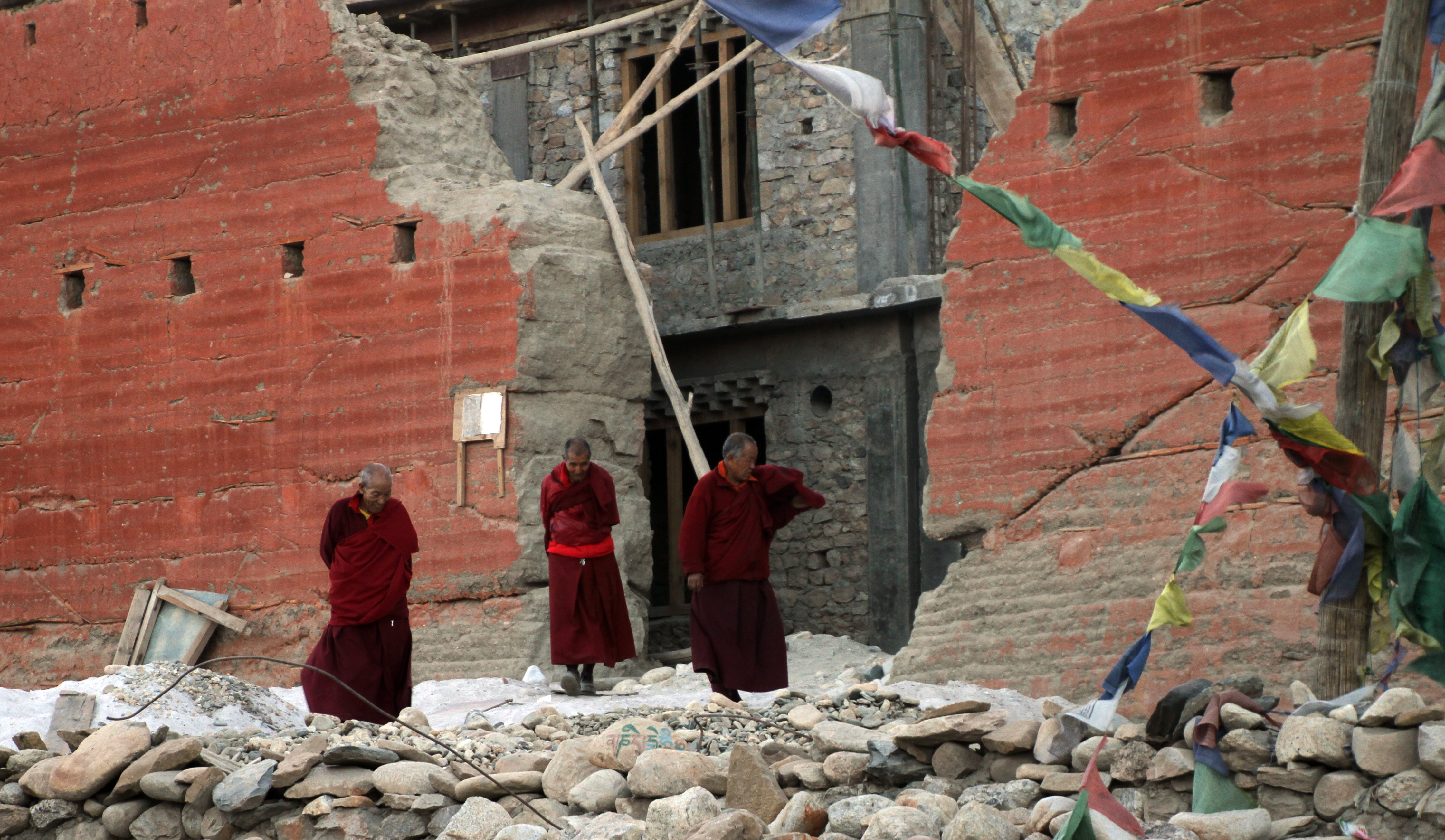
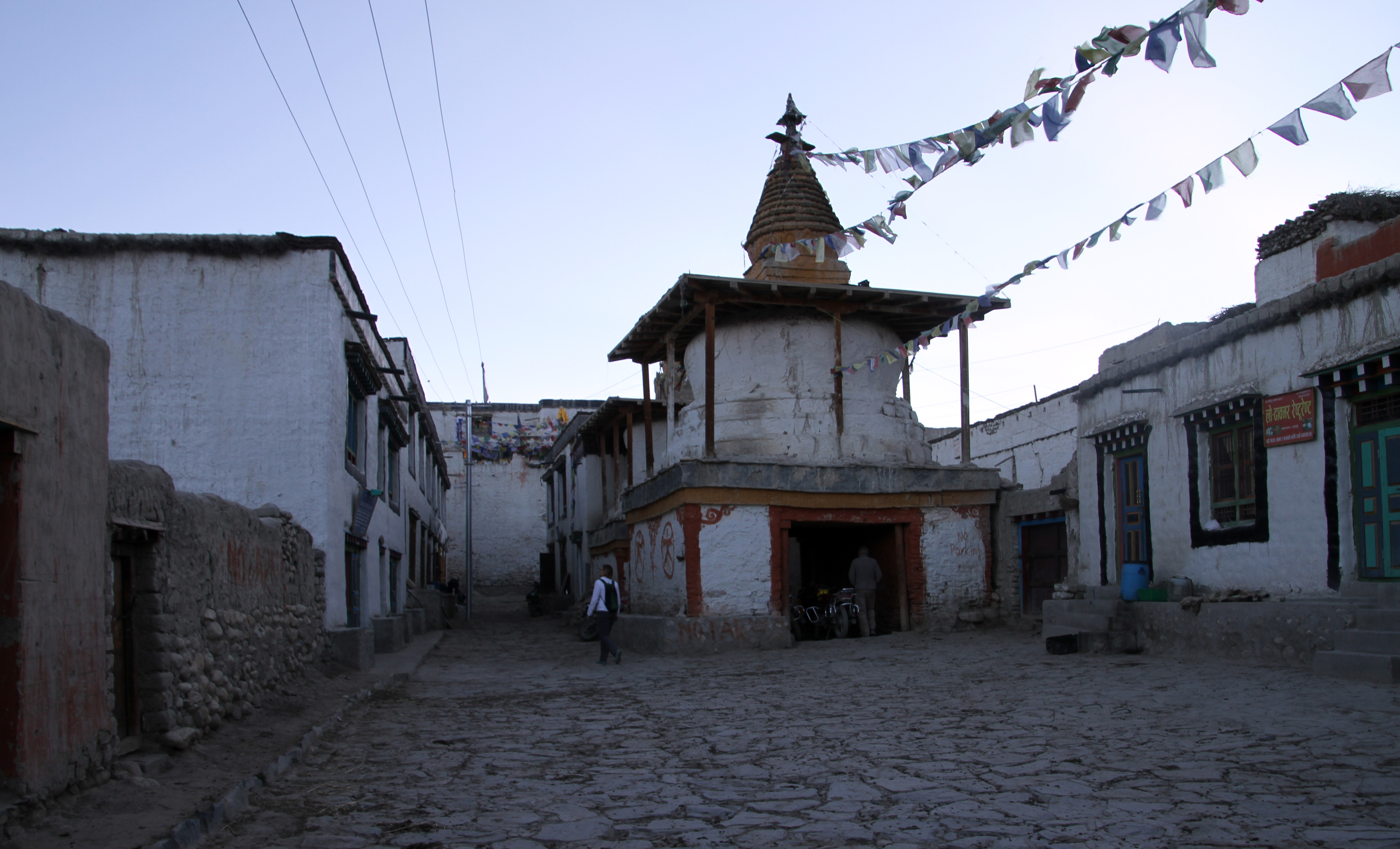
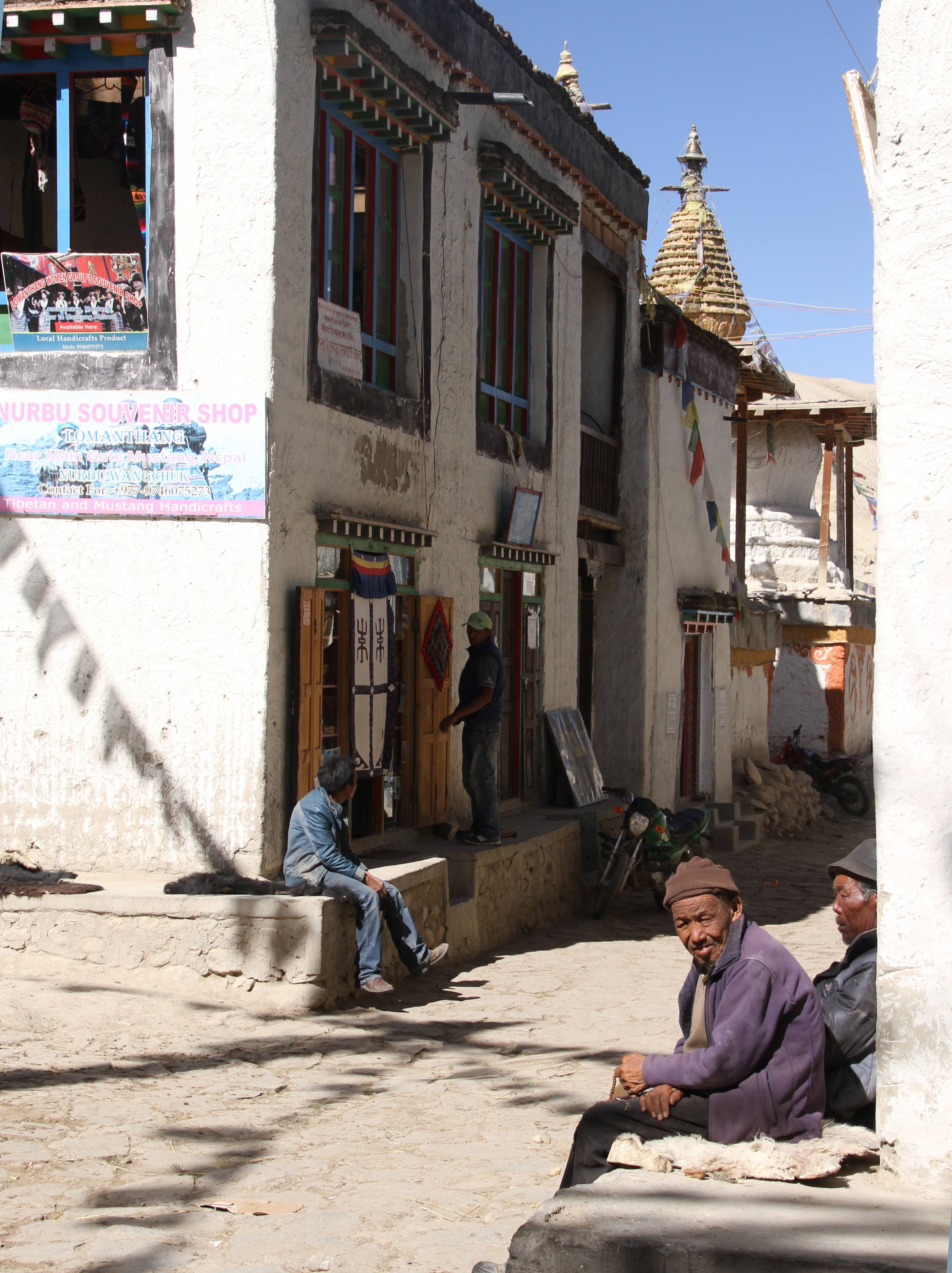
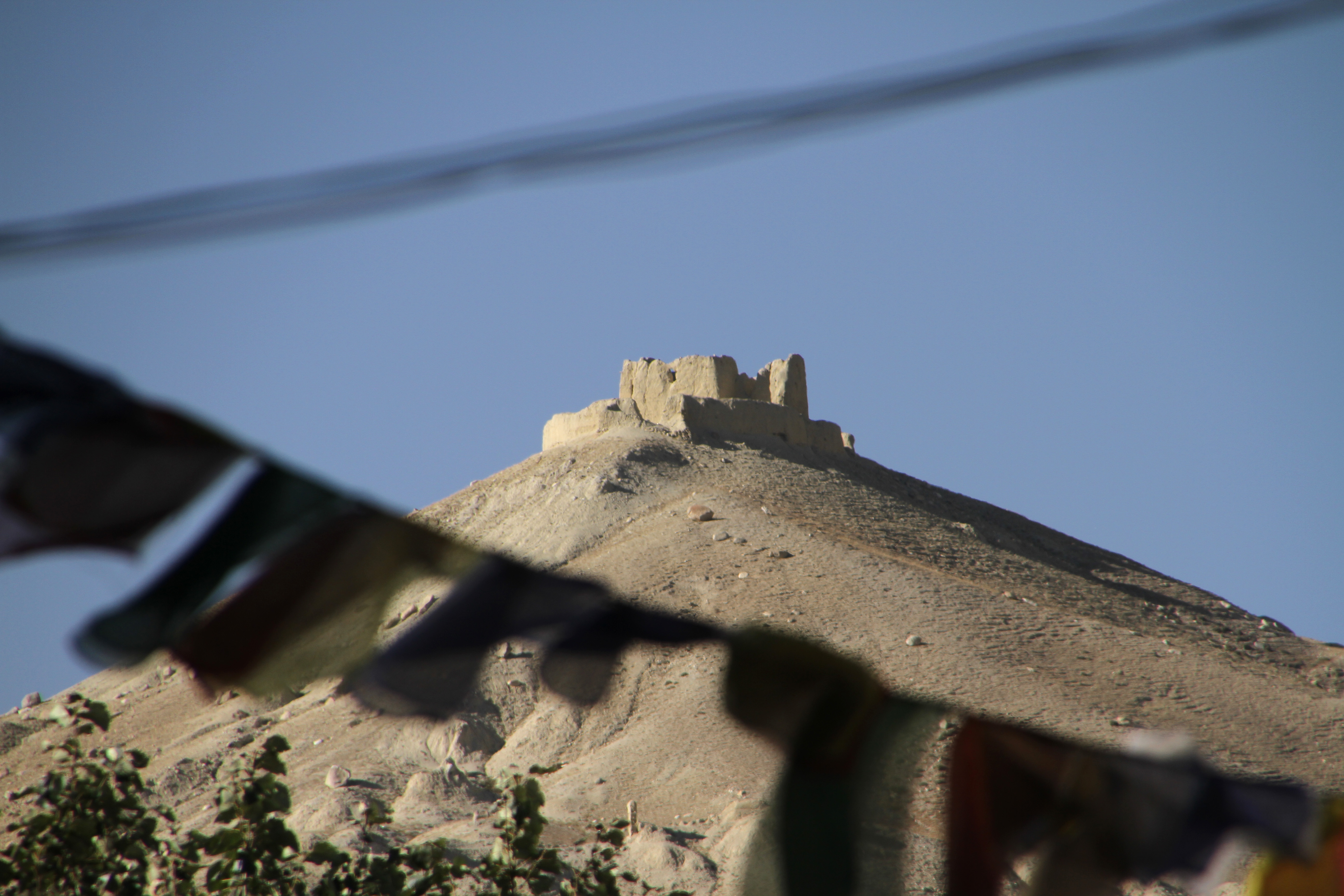